# Arhangelsk
Arhangelsk (rusko Арха́нгельск) je glavno mesto Arhangelske oblasti v Rusiji. Leži na obeh bregovih reke Severne Dvine v bližini njenega izliva v Belo morje. Mesto se razteza več kot 40 km vzdolž rečnih bregov in množice otokov v njeni delti. Leta 2021 je imelo 301.199 prebivalcev.
Arhangelsk je bil glavno pristanišče srednjeveške in zgodnje sodobne Rusije do leta 1703, ko ga je zamenjal novoustanovljeni Sankt Peterburg.
Iz Arhangelska do Moskve poteka 1133 km dolga železnica. V mestu sta tudi dve letališči, večji Talagi in manjše Vaskovo.
Po mestu je poimenovana jurišna jedrska podmornica razreda Jasen Arhangelsk.

## Grb
V grbu je nadangel Mihal, ki premaguje hudiča. Po legendi se je ta zmaga zgodila blizu današnjega mesta, zato nosi to ime po njem. Nadangel Mihael naj bi še vedno čuval mesto, da bi preprečil hudičevo vrnitev.

## Zgodovina

### Zgodnja zgodovina
Vikingi so območje okrog Arhangelska poznali kot Bjarmaland. Ohthere of Hålogaland je okrog leta 890 opisoval svoja potovanja na območju z reko in Belim morjem z veliko stavbami. To je bilo verjetno mesto, kasneje znano kot Arhangelsk. Snorri Sturluson trdi, da so Vikingi to območje oropali leta 1027 pod vodstvom Thorirja Hunda.
Leta 1989 so lokalni delavci na kmetiji našli neobičajno mogočen srebrn zaklad v bližini ustja Dvine, tik ob današnjem Arhangelsku. V najdbi je bilo 1,6 kg srebrnih kovancev večinoma nemškega izvora in nekaj nakita iz Rusije. Poleg nemških je bilo v najdbi tudi manjše število novcev kufanskega, angleškega, češkega, madžarskega, danskega, švedskega in norveškega izvora.

### Prihod novgorodčanov
V 12. stoletju so Novgorodčani ustanovili samostan nadangela Mihaela v ustju Severne Dvine. Glavni trgovski center na tem območju je bil takrat Holmogori, 75 km jugovzhodno od Arhangelska ob reki Severni Dvini.

### Norveško-ruski spor
Območje Arhangelska je imelo pomembno vlogo v rivalstvu med Norvežani in Rusi. Področje ruskega interesa je v 12. stoletju segalo od Novgoroda do Kolskega polotoka. Toda na tem območju je Norveška pobirala davke in dodeljeval pravice za trgovanje s krzni. Leta 1411 je Jakov Stjepanovič iz Novgoroda napadel Norveško. To je bil prvi v vrsti spopadov. Leta 1419 je norveška ladja s 500 vojaki vstopila v Belo morje. Murmani, kot so se Norvežani imenovali (cf. Murmansk), so plenili po več ruskih naseljih ob obali, vključno s samostanom nadangela Mihaela. Novgorodčani so uspešno odgnali Norvežane, vendar je leta 1478 območje zavzel Ivan III. in ga predal Moskovski veliki kneževini, skupaj z ostankom Novgorodske republike.

### Trgovina z Angleži, Škoti in Nizozemci
Leta 1553 se tri angleške ladje, Bona Esperanza, Edward Bonaventure in Bona Confidentia odpravijo iskati Severovzhodno pot do Kitajske. Dve se izgubita, Edward Bonaventure pa je končala v Belem morju pri Njonoksi. Priplula je na območje današnjega Arhangelska, kjer je stal samostan sv. Nikolaja. Posledično so Angleži dali Belemu morju ime Zaliv sv. Nikolaja. Ivan Grozni je za to izvedel in je sklenil trgovinski sporazum s kapitanom ladje, Richardom Chancellorjem.
Leta 1555 so bili angleškim trgovcem dodeljeni trgovski privilegiji, kar je vodilo v ustanovitev Družbe trgovskih popotnikov, ki je začela letno pošiljati ladje v ustje Severne Dvine. V 60. letih 16. stoletja so začeli tudi Nizozemci pošiljati svoje ladje v Belo morje.

### Ustanovitev in nadaljnji razvoj
Ivan Grozni je leta 1584 ukazal ustanovitev Novega Holmogorija, ki so ga pozneje preimenovali po bližnjem samostanu nadangela Mihaela. V tistem času je bil dostop do Baltskega morja večinoma pod nadzorom Švedske in tako je bil Arhangelsk, čeprav je zaledenel pozimi, tako rekoč edino morsko pristanišče Moskve za trgovanje. Lokalni prebivalci, Pomori, so kot prvi raziskali trgovinske poti v severno Sibirijo in še dlje. V Obdobju težav decembra 1613 so mesto oblegale poljsko-litvanske enote, vendar mesta niso zavzele. V letih 1619 in 1637 sta izbruhnila požara in celotno mesto je pogorelo.
Leta 1693 je Peter Veliki ukazal ustanovitev državne ladjedelnice v Arhangelsku. Leto pozneje sta ladji Svjatoje Proročestvo in Apostol Pavel ter jahta Svjatoj Pjotr plule v Belem morju. Peter Veliki je tudi ugotovil, da bo Arhangelsk kot pristanišče vedno omejen, saj ga pet mesecev v letu prekriva leden pokrov. Tako je po uspešnem boju s Švedi na območju Baltika leta 1703 ustanovil Sankt Peterburg. Kljub temu je Arhangelsk ostal pomembno oporišče za vojno mornarico in pomorski center na ruskem severu.
Leta 1722 je Peter Veliki izdal dekret, po katerem Arhangelsk ni smel več prejemati dobrin, razen za domačo potrošnjo. Tako se je vsa skladno z imperatorjevimi željami vsa mednarodna trgovina preselila v Sankt Peterburg. To je močno prispevalo k poslabšanju Arhangelska do leta 1762, ko je bil dekret preklican.
V 18. stoletju je Arhangelsk upadal, saj je bila baltska trgovina pomembnejša. V 19. stoletju pa se začne nov zagon mestnega gospodarstva, ko je bila dokončana železnica do Moskve in je postal les pomembno izvozno blago. Med rusko državljansko vojno je bilo mesto pomembno oporišče Bele vojske in tujih zaveznikov, ki so se tu izkrcali, Britancev, Francozov, Italijanov in Američanov. V obeh svetovnih vojnah je bilo mesto pomembna stopna točka za pomoč zaveznikov. Med drugo svetovno vojno je bil Arhangelsk skupaj z Astrahanom izbran za ciljno točko nemškega nadzora (t.i. A-A linija). Nemške enote niso nikoli zavzele nobenega od teh dveh mest, niti Moskve.